# Puente del Cubo
El puente del Cubo, en su nombre habitual, o puente de Isabel la Católica en su denominación oficial, es un puente sobre el río Pisuerga en el centro de la ciudad de Valladolid. Une el Paseo de Isabel la Católica y la Calle de San Ildefonso con la Avenida de Miguel Ángel Blanco en el Barrio de Huerta del Rey.

## Nombre

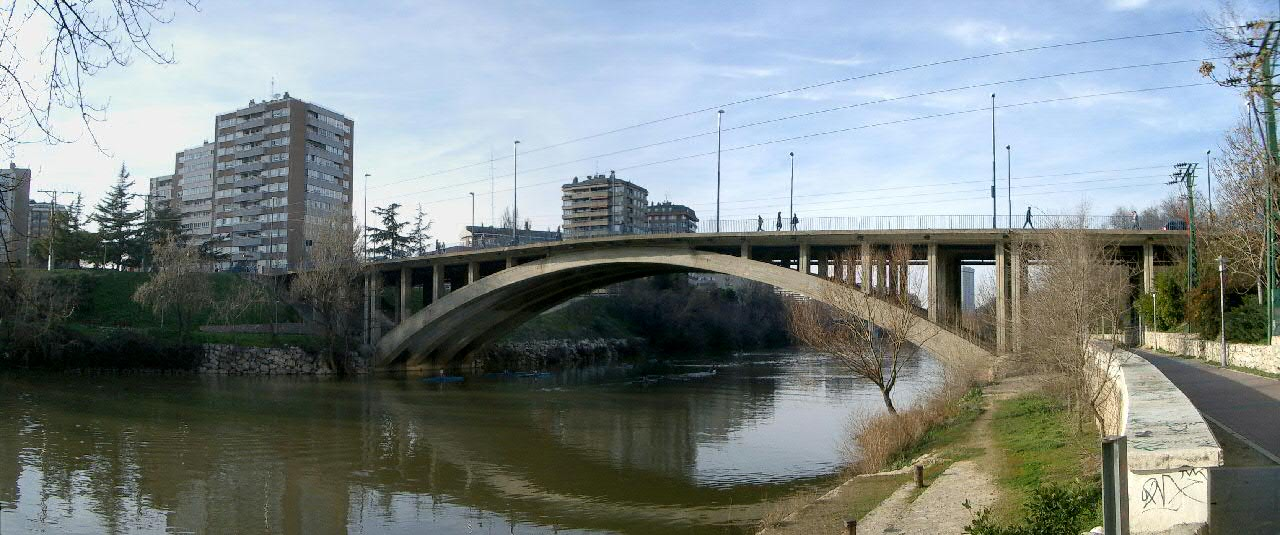
Vista del puente en el año 2006.

El puente del Cubo toma este nombre corriente del de otro puente anterior, existente aproximadamente en el mismo emplazamiento, pero sobre la desembocadura del ramal sur de la Esgueva. Desapareció a comienzos del siglo XX, al ser cubierto el cauce, pero su nombre, debido probablemente a que ese paraje se utilizaba como lavadero para la ropa y las mujeres transportaban allí la colada en cubos, ha permanecido aplicado al nuevo puente sobre el Pisuerga.

## Construcción

### Proyecto

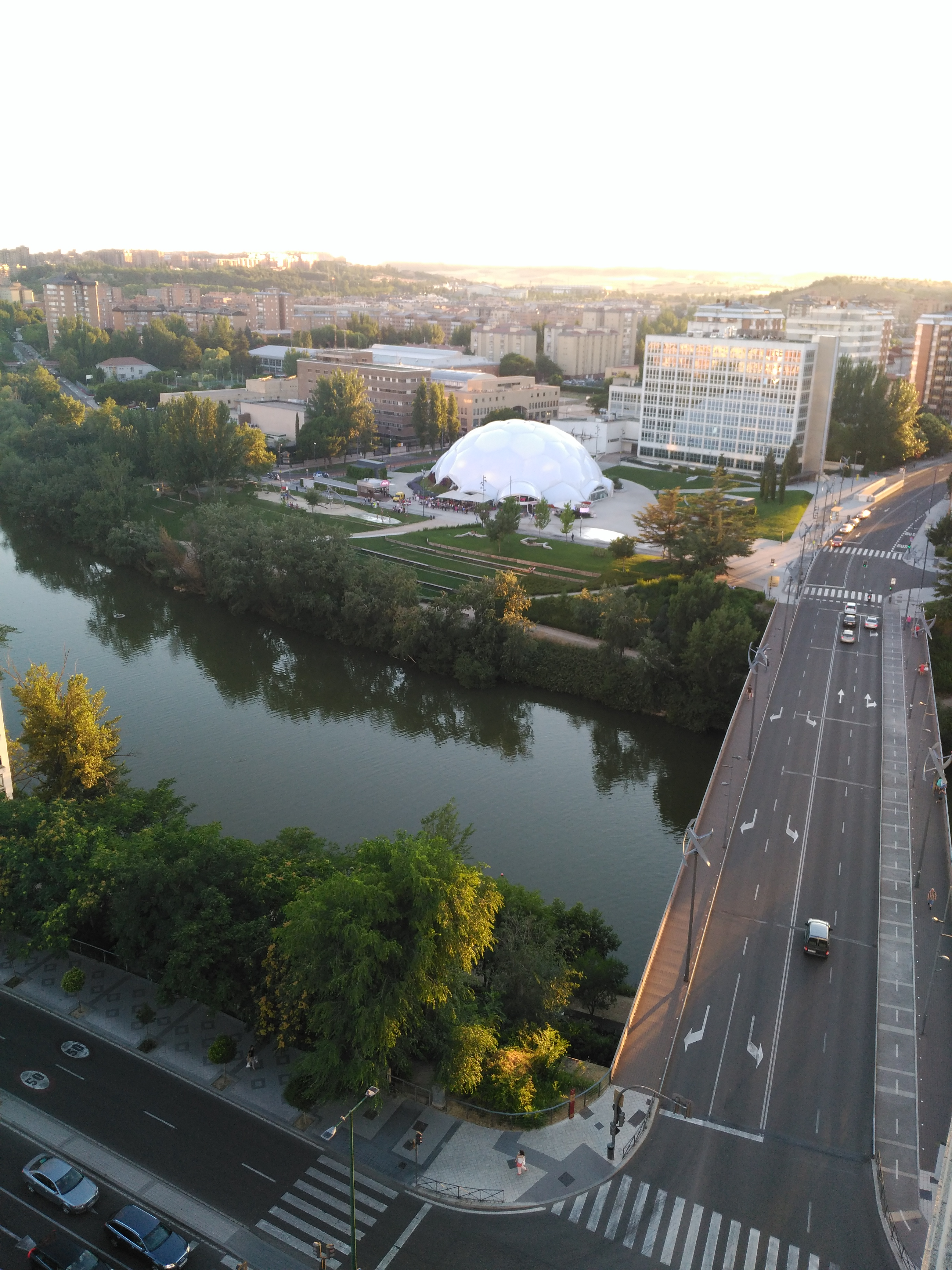
Panorámica del puente de Isabel la Católica, uniendo el paseo de Isabel la Católica y la plaza del Milenio

El Plan General de Valladolid redactado por César Cort contenía la previsión de tres nuevos puentes sobre el Pisuerga, puesto que la expansión planeada de la ciudad a la margen derecha del río lo imponía: los dos históricos (el Puente Mayor y el Colgante) no habrían resultado conexión suficiente para ese propósito. Estos puentes habrían de emplazarse:
- Frente a los jardines del Poniente (puente del Poniente);
- En prolongación de la Calle de los Doctrinos (puente del Cubo); y
- En prolongación de la Calle de García Morato (puente de García Morato).

Puesto que el último de los tres correspondía a una ruta nacional (N-601) sería proyectado y sufragado por el Ministerio de Obras Públicas. Los otros dos eran, sin embargo, íntegramente conexiones locales, por lo que los abordó el Ayuntamiento. En la Comisión Municipal de fecha 15 de junio de 1949, y posteriormente en el Pleno del 28 de junio, se adoptó el acuerdo de encomendar los trabajos necesarios para la construcción de estos dos puentes a la Sección de Vías y Obras.
En cumplimiento de este acuerdo, la Sección de Vías y Obras encargó el proyecto constructivo de este puente al ingeniero de caminos de la Confederación Hidrográfica del Duero D. Luis Díaz-Caneja Pando, que lo suscribió con fecha de 5 de mayo de 1950. Además del ingeniero autor, contribuyeron a la redacción del proyecto el también ingeniero de caminos Edmundo Matía de Orbe, con los cálculos estructurales; y los hermanos ayudantes de obras públicas José y Juan Tamayo Peña, con el dibujo de planos y cálculo del presupuesto.

### Obra
Su construcción fue dirigida por Francisco J. de Quevedo López, ingeniero jefe de la Sección de Vías y Obras, y ejecutada por la empresa Agroman. Las obras fueron adjudicadas a esta empresa en octubre de 1953, y los trabajos se desarrollaron entre 1954 y 1957.

### Modificaciones posteriores

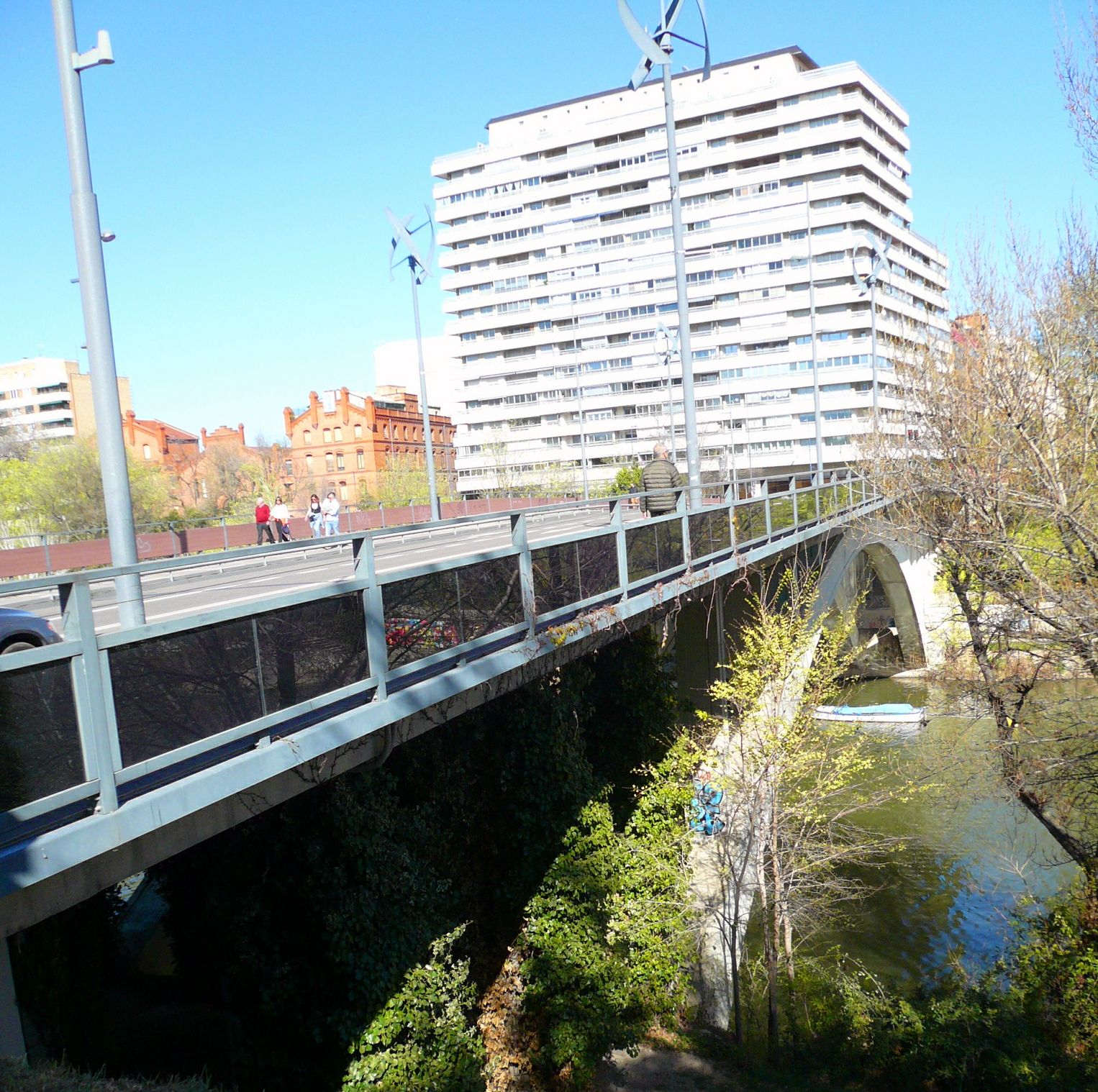
Vista del puente en el año 2023.

La parte superior del tablero y las barandillas fueron rehabilitadas en los años 1990.
Durante la primera mitad de 2011 el Ayuntamiento volvió a intervenir en el puente como parte accesoria del proyecto de construcción de la plaza del Milenio, y en esta ocasión en mayor profundidad: se modificaron de nuevo las barandillas, se renovó el pavimento de las aceras con un material sintético que imita la madera y se han instalado sobre las columnas del alumbrado unos pequeños aerogeneradores, como parte del leit motiv ambiental de esa obra.

## Estructura
Es un puente en arco de hormigón. La estructura consiste en tres arcos gemelos con el tablero apoyado sobre pilastras.